# Jean Manoussi
Pour les articles homonymes, voir Manoussi.
Jean Manoussi, né le 14 novembre 1868 à Taganrog en Russie et mort le 21 décembre 1929 dans le 16e arrondissement de Paris, est un dramaturge, réalisateur et scénariste français.

## Biographie
Jean Manoussi écrivit plusieurs pièces de théâtre en collaboration avec des dramaturges tels que Paul Armont, Marcel Gerbidon, ou Gabriel Timmory.

## Théâtre
- 1902 : Un beau mariage, coécrit avec Gabriel Timmory
- 1903 : Petite bonne sérieuse, coécrit avec Gabriel Timmory
- 1904 : Pomme de terre, coécrit avec Gabriel Timmory
- 1909 : Un cambrioleur ingénieux, coécrit avec Gabriel Timmory
- 1913 : Le Cavalier au masque, coécrit avec Paul Armont
- 1916 : La Ventouse, coécrit avec Marcel Nancey
- 1923 : Dicky, coécrit avec Paul Armont et Marcel Gerbidon

## Filmographie
En tant que réalisateur
- 1919 : Fanny Lear, coréalisé avec Robert Boudrioz, d'après Ludovic Halévy et Henri Meilhac,
- 1919 : L'Homme bleu d’après le roman de Georges Le Faure
- 1920 : Illusions
- 1922 : Le Grillon du foyer
- 1923 : Le Dernier des Capendu
- 1925 : Au pied du géant ou Le Mirage de Paris (Der Maler und sein Modell), film allemand de la société Maxim-Film Ges. Ebner & Co de Berlin
- 1926 : Fédora, également scénariste, d’après la pièce de Victorien Sardou
- 1926 : Ma maison de Saint-Cloud d'après le roman de Paul Bourget

En tant que scénariste
- 1909 : Un cambrioleur ingénieux
- 1927 : Le Secret de Délia ou L'Évadée de Henri Ménessier d’après Victorien Sardou

### Adaptations cinématographiques
- 1936 : Der geheimnisvolle Mister X de J. A. Hübler-Kahla d'après  Dicky (1923)
- 1938 : Monsieur Breloque a disparu de Robert Péguy d'après  Dicky (1923)
- 1940 : Trappola d'amore de Raffaello Matarazzo d'après  Dicky (1923)
- 1955 : Le Cavalier au masque de H. Bruce Humberstone.